# Clarin (Misamis Occidental)
Clarin is een gemeente in de Filipijnse provincie Misamis Occidental op het eiland Mindanao. Bij de laatste census in 2007 had de gemeente ruim 33 duizend inwoners.

## Geografie

### Bestuurlijke indeling
Clarin is onderverdeeld in de volgende 29 barangays:
| - Bernad - Bito-on - Cabunga-an - Canibungan Daku - Canibungan Putol - Canipacan - Dalingap - Dela Paz - Dolores - Gata Daku - Gata Diot - Guba - Kinangay Norte - Kinangay Sur - Lapasan | - Lupagan - Malibangcao - Masabud - Mialen - Pan-ay - Penacio - Poblacion I - Poblacion II - Poblacion III - Poblacion IV - Sebasi - Segatic Daku - Segatic Diot - Tinacla-an |

## Demografie
Clarin had bij de census van 2007 een inwoneraantal van 33.299 mensen. Dit zijn 3.587 mensen (12,1%) meer dan bij de vorige census van 2000. De gemiddelde jaarlijkse groei komt daarmee uit op 1,58%, hetgeen lager is dan het landelijk jaarlijks gemiddelde over deze periode (2,04%). Vergeleken met de census van 1995 is het aantal mensen met 7.097 (27,1%) toegenomen.

De bevolkingsdichtheid van Clarin was ten tijde van de laatste census, met 33.299 inwoners op 84,5 km², 394,1 mensen per km².